# Festival do Crato

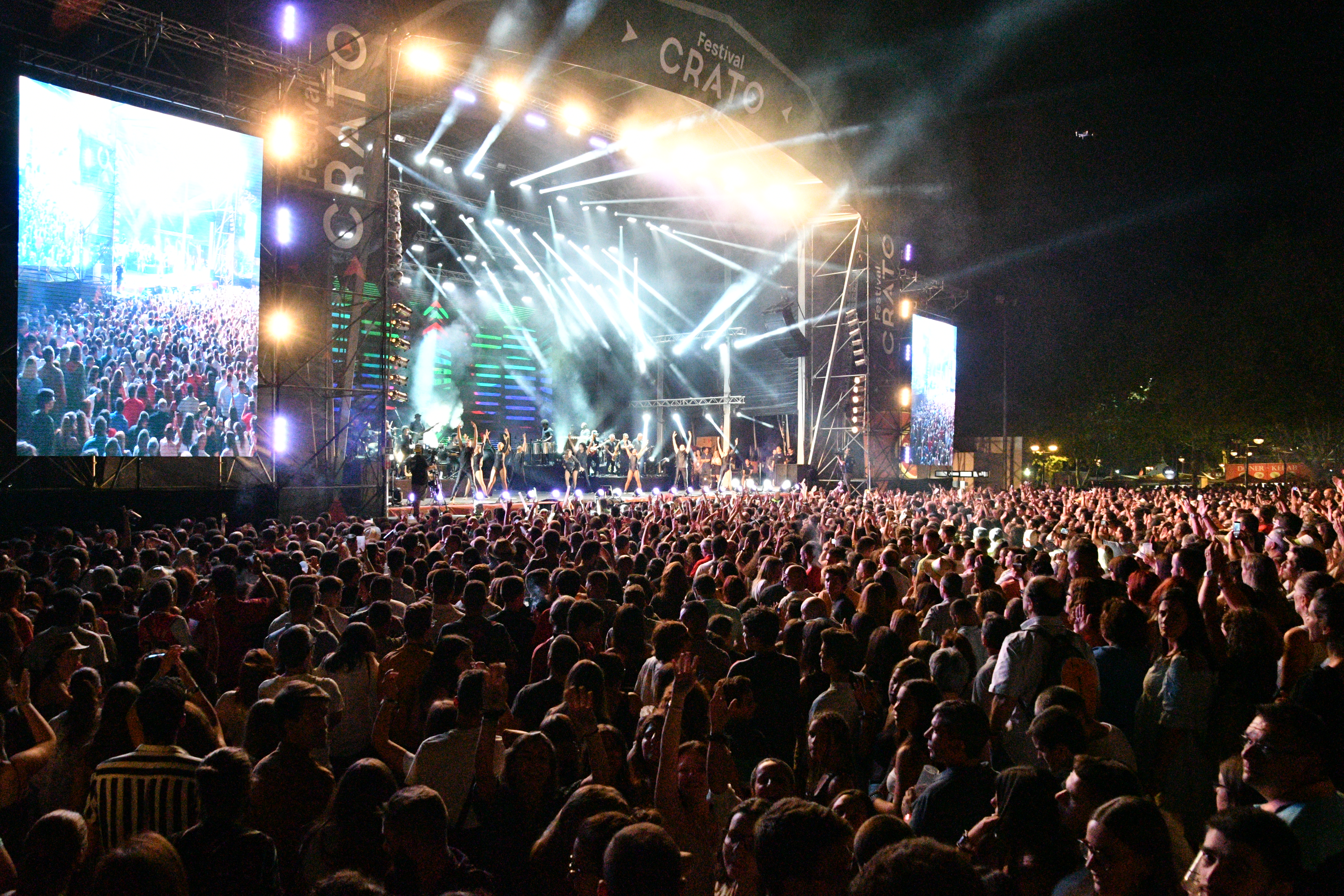

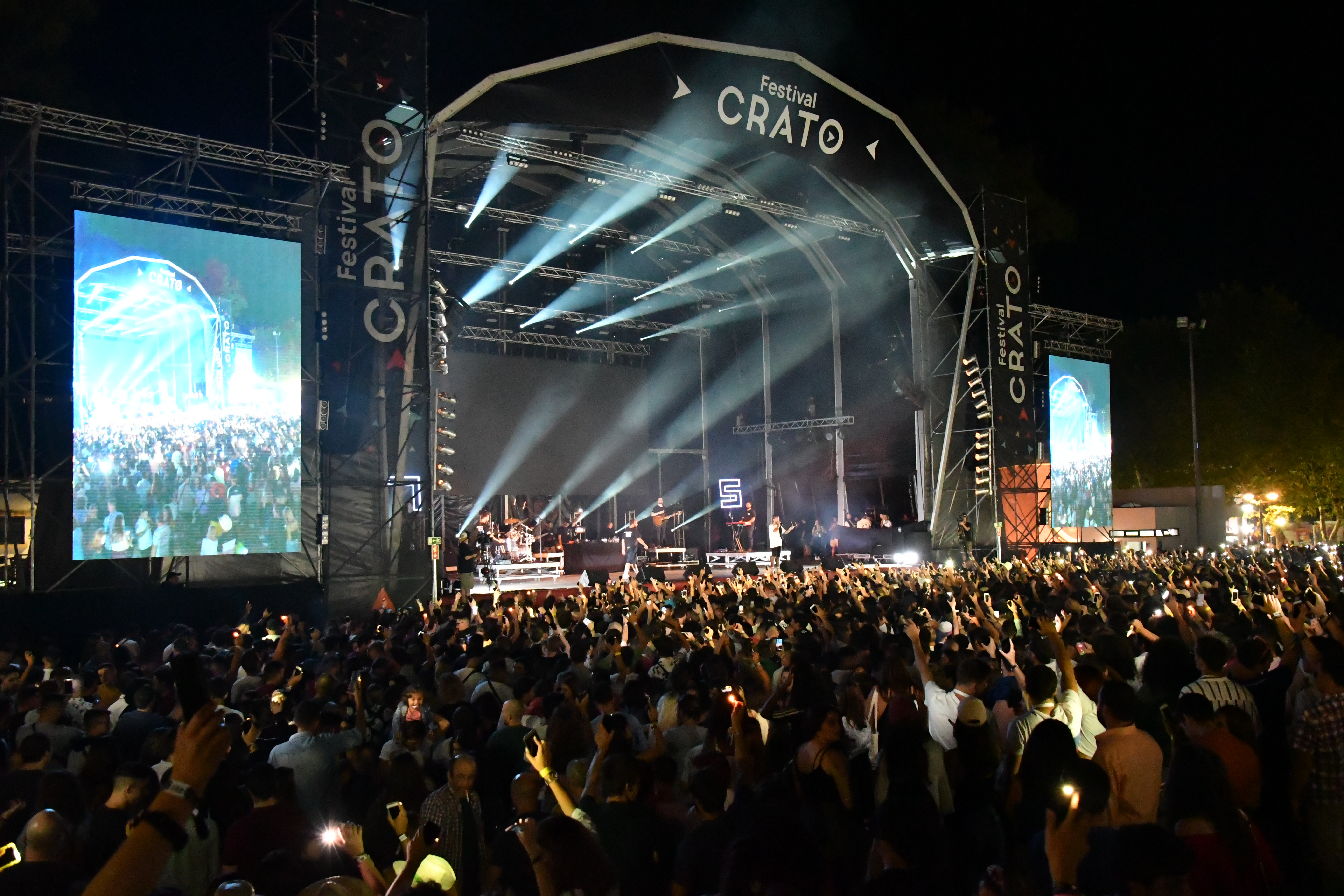

Da Feira de Artesanato e Gastronomia ao Festival do Crato
Apreciar boa música, comer bem e conhecer as artes tradicionais de todo o País, são caraterísticas do Festival do Crato, desde que em 1984 se realizou a primeira Feira de Artesanato e Gastronomia.
Ao ganhar identidade de Festival, o Festival do Crato afirmou-se no panorama dos festivais de verão que acontecem no País atraindo à histórica vila alentejana novos públicos que fazem deste evento uma referência singular entre os certames do género.
Desfilaram pelo Palco do Festival, artistas internacionais de enorme prestígio, como Eagles of Death Metal, Kaiser Chiefs, Ugly Kid Joe, Morcheeba, Mando Diao, Ivete Sangalo, Gavin James, Aloe Blacc, Matt Simons, The Hives, Guano Apes, James, Emir Kusturica, Scorpions, James Morrison, John Newman, Selah Sue, Soja, Vaya con Dios, Tom Odell, Gilberto Gil, Seu Jorge, UB40, Gotan Project, Natiruts, Gabriel O Pensador, Nouvelle Vague, entre outros.
Também marcaram presença no Festival do Crato, alguns dos mais prestigiados e dos mais internacionais artistas portugueses, como Rui Veloso, Ana Moura, Fernando Daniel, Gisela João, Raquel Tavares, Carlos do Carmo, Carminho, Carlão, D.A.M.A., David Fonseca, Diogo Piçarra, Tiago Nacarato, Samuel Úria, Miguel Araújo, Tiago Bettencourt, Blaya, Calema, Slow J, The Black Mamba, Capicua, Dengaz, Bezegol, Piruka, Kappa Jotta, ProfJam, HMB, Frankie Chavez, António Zambujo, The Happy Mess, We Trust, Wet Bed Gang, Capitão Fausto, Clã, Blasted Mechanism, The Gift, Ornatos Violeta, Buraka Som Sistema, Pedro Abrunhosa, Dead Combo, Deolinda, Tim, Mariza, Sétima Legião, Amor Electro, Capitão Fausto, Expensive Soul, Boss AC, Legendary Tigerman, Orelha Negra ou o Projecto Amália Hoje, entre tantos outros...
A par dos principais Festivais de Música que se realizam em Portugal e como reconhecimento do lugar conquistado no circuito dos grandes Festivais, o Crato conta com a RÁDIO COMERCIAL como rádio oficial do Festival.

## Edições

### Feira de Artesanato e Gastronomia 2006
| 25 de Agosto                                                                                          | 26 de Agosto | 27 de Agosto | 28 de Agosto                                                                                | 29 de Agosto                                                                        |
| --- | --- | --- | ------------------------------------------------------------------------------------------- | ----------------------------------------------------------------------------------- |
| Why Luís Represas com Martinho da Vila e João Gil Filarmónica do Crato Grupo Coral Brisas do Guadiana | Quinteto Kris Rosa Cossacos do Cáucaso Carlos Mendes com Franciso Mendes e João Mendes Orquestra Ligeira de Arronches | Vitorino e Janita Salomé cantam Zeca Afonso Carlos do Carmo e Fernando Tordo cantam Ary dos Santos Grupo de Cantares de Portalegre "O Semeador" D'ZRT | The Rollin'Clones Grupo dos Cantares Abelterium Os Azeitonas Coro Infantil dos Assentos UHF | Roger Hodgson com Orquestra Sinfónica Regiophonia Orchestra Filarmónica do Crato FF |

### Feira de Artesanato e Gastronomia 2007
| 29 de Agosto                                                                       | 30 de Agosto                                                              | 31 de Agosto                                                                | 1 de Setembro                                              | 2 de Setembro                                  |
| ---------------------------------------------------------------------------------- | ------------------------------------------------------------------------- | --------------------------------------------------------------------------- | ---------------------------------------------------------- | ---------------------------------------------- |
| Xutos & Pontapés Filarmónica do Crato D'ZRT Grupo Coral Alentejano Amigos do Cante | Ala dos Namorados com Rão Kyao e Nancy Vieira Paco Bandeira & José Cid FF | Tributo a Carlos Santana Rui Veloso com Rio Grande Jorge Vadio André Sardet | Bandalismo Joanna com Adelaide Ferreira Boss AC Floribella | Vaya Con Dios (cancelado) Pedro Barroso 4Taste |

### Feira de Artesanato e Gastronomia 2008
| 26 de Agosto                                            | 37 de Agosto                                                   | 28 de Agosto                                        | 29 de Agosto                                                   | 30 de Agosto |
| ------------------------------------------------------- | -------------------------------------------------------------- | --------------------------------------------------- | -------------------------------------------------------------- | --- |
| Vaya Con Dios Pedro Khima Filarmónica do Crato Croquete | Soraya Arnelas Adelaide Ferreira e Fernando Girão Avô Cantigas | Jorge Palma e Tim Camané Fado em Sibemol Just Girls | Bandalismo Roger Hodgson João Gil, Sara Tavares e Shout 4Taste | Fiesta Blanca: Enjoy The Spirit from Ibiza (com várias participações) James Os Azeitonas, Rui Veloso, António Zambujo e Quarteto em Mim |

### Feira de Artesanato e Gastronomia 2009
Em 2009 a organização passou a trazer DJ's para a encerrar os dias dos festivais.
| 25 de Agosto                                                                        | 26 de Agosto                                                               | 27 de Agosto                                    | 28 de Agosto                                                                                   | 29 de Agosto                                       |
| ----------------------------------------------------------------------------------- | -------------------------------------------------------------------------- | ----------------------------------------------- | ---------------------------------------------------------------------------------------------- | -------------------------------------------------- |
| DJ Rui Vargas Rui Veloso Os Azeitonas Filarmónica do Crato TVI - Uma Canção para Ti | DJ Pete tha Zouk Martinho da Vila e Alcione ABBA Platinium One Love Family | Booka Shade The Animals Jominho Táxi Just Girls | DJ Kika Lewis Emir Kusturica Susana Félix, Sérgio Godinho e António Eustáquio JP Simões Vintém | DJ Fernando Alvim Reamonn The Gift Angélico Vieira |

### Festival do Crato 2010
Foi em 2010 que a Feira de Artesanato e Gastronomia se passou a chamar Festival do Crato. Foi também neste ano que a organização começou a vender passes para o festival e também a disponibilizar acampamento. 
| 25 de Agosto                                                                 | 26 de Agosto                                           | 27 de Agosto | 28 de Agosto                                              |
| ---------------------------------------------------------------------------- | ------------------------------------------------------ | --- | --------------------------------------------------------- |
| DJ Nuno K Amália Hoje Quarteto em Mim Alexandra Martins Filarmónica do Crato | DJ Rui Vargas Nouvelle Vague Orquestrada Six Irish Men | DJ Tiago Tim: Companheiros de Aventura com Mariza, Vitorino, Mário Laginha e Celeste Rodrigues Virgem Suta Eclips | DJ Tsun & Tsku Orelha Negra UB40 Visitants: Teatro de Rua |

### Festival do Crato 2011
| 24 de Agosto                                                                            | 25 de Agosto                                          | 26 de Agosto                                                         | 27 de Agosto                                                                 |
| --------------------------------------------------------------------------------------- | ----------------------------------------------------- | -------------------------------------------------------------------- | ---------------------------------------------------------------------------- |
| DJ Moreno Expensive Soul Marco Rodrigues convida Alexandra Martins Filarmónica do Crato | Bailarico Sofisticado Deolinda Homens da Luta Jominho | DJ Glue + DJ Virgul Mc Gabriel O Pensador Clã Guitolão World Project | Marcelinho da Lua Gotan Project The Legendary Tigerman David Almeida "Grupe" |

### Festival do Crato 2012
| 29 de Agosto                                                      | 30 de Agosto | 31 de Agosto                                                                                              | 1 de Setembro |
| ----------------------------------------------------------------- | --- | --- | --- |
| DJ Ricardo Lino Amor Electro Mafalda Arnauth Filarmónica do Crato | DJ Tiago Santos (Rádio Oxigénio) Boss AC Cais Sodré Funk Connection PeSSoasS Animação de Rua: Grupo Popular "Pilha Galinhas" | DJ Zé Pedro (Xutos & Pontapés) Sétima Legião A Naifa Grupetto Animação de Rua: Grupo Popular "Ribatejano" | No DJ's (Antena 3) Buraka Som Sistema Pedro Abrunhosa Dead Combo & Royal Orchestra Das Caveiras Animação de Rua: Bombos de Nisa |

### Festival do Crato 2013
| 28 de Agosto | 29 de Agosto                                           | 30 de Agosto                                                                                     | 31 de Agosto                                          |
| --- | ------------------------------------------------------ | ------------------------------------------------------------------------------------------------ | ----------------------------------------------------- |
| DJ Sandman Os Azeitonas Carlos do Carmo + Orquestra Sinfonietta de Lisboa Pedro Madeira Filarmónica do Crato + Coro da Misericórdia do Crato | DJ Eddie Ferrer Richie Campbell Melech Mechaya Plano B | DJ Stereossauro Aurea GNR: "Efectivamente" com Camané, Márcia, Mitó e Stereossauro Ricardo Gordo | DJ Batida Skunk Anansie Diabo na Cruz Spinning Sparks |

### Festival do Crato 2014
| 27 de Agosto                                                         | 28 de Agosto                           | 29 de Agosto                                                                | 30 de Agosto                                                      |
| -------------------------------------------------------------------- | -------------------------------------- | --------------------------------------------------------------------------- | ----------------------------------------------------------------- |
| DJ Nuno Luz Aloe Blacc Gisela João Ar de Bluesy Filarmónica do Crato | DJ DJoana Natiruts Inner Circle Dengaz | DJ Ana Isabel Arroja e DJ Chumbo Anselmo Ralph Miguel Araújo Capitão Fausto | DJ Wilson Honrado e DJ João Vaz The Hives We Trust The Happy Mess |

### Festival do Crato 2015
| 26 de Agosto                                        | 27 de Agosto                                      | 28 de Agosto                                                                            | 29 de Agosto                                                               |
| --------------------------------------------------- | ------------------------------------------------- | --------------------------------------------------------------------------------------- | -------------------------------------------------------------------------- |
| DJ Jonidafox Soldiers of Jah Army Marcelo D2 Carlão | DJ Wilson Honrado James Arthur Selah Sue Carminho | Heandshe e Ninja Kore Tom Odell Os Azeitonas c/ António Zambujo e Luísa Sobral D.A.M.A. | DJ João Vaz & Friends e FanfaNash Guano Apes Linda Martini The Black Mamba |

### Festival do Crato 2016
| 23 de Agosto (recepção ao campista)      | 24 de Agosto                                                   | 25 de Agosto                                    | 26 de Agosto                                                                               | 27 de Agosto                                                    |
| ---------------------------------------- | -------------------------------------------------------------- | ----------------------------------------------- | ------------------------------------------------------------------------------------------ | --------------------------------------------------------------- |
| DJ HM D.A.M.A. Diana Martinez & The Crib | DJoaNa e Luís Sequeira Richie Campbell & Anthony B HMB Capicua | DJ Wilson Honrado James Morisson Ana Moura ÁTOA | DJ Nuno Luz ft. 4K e Club Banditz Kaiser Chiefs Frankie Chavez Custódio Castelo & Rão Kyao | DJ João Vaz e Karetus Matt Simons Miguel Araújo António Zambujo |

### Festival do Crato 2017
| 21 de agosto                                                            | 22 de agosto                                            | 23 de agosto                                                                  | 24 de agosto                                               | 25 de agosto                                    | 26 de agosto                                                                               |
| ----------------------------------------------------------------------- | ------------------------------------------------------- | ----------------------------------------------------------------------------- | ---------------------------------------------------------- | ----------------------------------------------- | ------------------------------------------------------------------------------------------ |
| Matias Damásio Mundo Segundo & Sam The Kid Plutónio Dj Fresh House Meat | Ky-Mani Marley Samuel Úria Mishlawi Dj Oder e Sasha Vee | Emir Kusturica & The No Smoking Orquestra Bezegol Piruka Dj Ana Isabel Arroja | John Newman David Fonseca Pedro Moutinho Dj Wilson Honrado | Seu Jorge Diogo Piçarra Dj Nuno Luz e Tim Royko | Eagles of Death Metal Trêsporcento Eclips - Remember Pink Floyd Dj João Vaz e Eddie Ferrer |

### Festival do Crato 2018
| 29 de agosto                                    | 30 de agosto                                                               | 31 de agosto                                            | 1 de setembro                                                    | 2 de setembro                                                                               |
| ----------------------------------------------- | -------------------------------------------------------------------------- | ------------------------------------------------------- | ---------------------------------------------------------------- | ------------------------------------------------------------------------------------------- |
| Slow J Calema Richie Campbell DJ Wilson Honrado | Ugly Kid Joe Tiago Bettencourt Wet Bed Gang Os Quatro e Meia DJ Ana Arroja | Morcheeba Mando Diao Raquel Tavares Karetus DJ João Vaz | Xutos & Pontapés Expensive Soul Blaya DJ Beatbombers DJ Nuno Luz | Quinta do Bill c/ Filarmónica do Crato Bárbara Bandeira Bispo DJ Fresh House Meat DJ Matcho |

### Festival do Crato 2019
| 27 de agosto                                                         | 28 de agosto                                       | 29 de agosto                                                                 | 30 de agosto                                                           | 31 de agosto                                                         |
| -------------------------------------------------------------------- | -------------------------------------------------- | ---------------------------------------------------------------------------- | ---------------------------------------------------------------------- | -------------------------------------------------------------------- |
| GIPSY KINGS Kappa Jotta Rwella & Dj Khabal Afterhours: TOY Dj Zanova | GENTLEMAN Dillaz ProfJam Afterhours: Dj Rob Willow | PEDRO ABRUNHOSA & COMITÉ CAVIAR Capitão Fausto Afterhours: Dj Wilson Honrado | IVETE SANGALO Tiago Nacarato Afterhours: Dj João Vaz I Love Baile Funk | GAVIN JAMES The Gift Fernando Daniel Afterhours: Karetus Dj Nuno Luz |